# Floodgate
Floodgate était un groupe de stoner/doom metal, originaire de La Nouvelle-Orléans, Louisiane, comptant dans ses rangs l'ancien  chanteur d'Exhorder Kyle Thomas.

## Biographie
En 1994, Kyle Thomas, Jimmy Bower, Kevin Bond et Kevin Thomas fondent un groupe nommé Penalty. Ils sortent une demo la même année. En 1995 le groupe signe chez Roadrunner et enregistre un album produit par Eli Ball.
Un groupe californien de death metal portant le même nom, la sortie de l'album est repoussée. Le groupe prend donc le nom de Floodgate et sort finalement cet album, intitulé Penalty, en 1996. Kyle Thomas affirmera plus tard que Roadrunner leur avait imposé sur cet album un son plus proche de celui de Corrosion of Conformity ou Down que celui initialement imaginé par les musiciens. Ils ouvrent pour Sepultura lors de sa première tournée européenne en promotion de Roots.
Floodgate sort une nouvelle demo en 1998 qui restera sans suite. En effet, le groupe se sépare en 2002 lorsque Roadrunner met un terme à leur contrat alors qu'ils avaient entamé la composition d'un second album.
Le 13 janvier 2007, le groupe se reforme le temps d'un concert au festival Raise The Dead à La Nouvelle-Orléans, un évènement destiné à collecter des fonds pour les musiciens victimes de l'ouragan Katrina.

## Membres
- Kyle Thomas (Exhorder, Alabama Thunderpussy, Trouble) - chant, guitare
- Kevin Thomas - basse, chant
- Neil Montgomery - batterie
- Steven Fisher - guitare, chant
- Kevin Bond (Superjoint Ritual) - guitare
- John Cripple - batterie
- Jimmy Bower (Down, Eyehategod) - batterie
- Chris Nail (Exhorder) - batterie

## Discographie
- 1996: Penalty